# Henry Roy Brahana
Henry Roy Brahana, genannt Roy Brahana, (* 16. August 1895 in Lowell (Vermont); † 15. Oktober 1972 in Dennis (Massachusetts)) war ein US-amerikanischer Mathematiker.

## Leben
Brahana stammte aus einer Familie von Farmern in Vermont mit irischem Ursprung. Er besuchte ab 1912 das Dartmouth College, wo E. Gordon Bill und John Wesley Young seine Lehrer waren. Nach dem Bachelor-Abschluss 1916 studierte er an der Princeton University, an der er bei Oswald Veblen 1917 den Master-Abschluss erhielt. Er nahm von 1917 bis 1919 am Ersten Weltkrieg teil (ohne in Frankreich in Kampfhandlungen verwickelt zu sein) und wurde nach der Entlassung 1920 der Princeton University bei Veblen promoviert (Systems of circuits on low dimensional manifolds). Von 1920 bis zu seiner Emeritierung 1963 war er an der University of Illinois at Urbana-Champaign, zunächst als Instructor, dann als Professor. 1947/48 und 1954/55 war er Acting Director der Mathematik-Abteilung.
1918 heiratete er Myrtle Glady Van Wart. Sein Sohn Thomas Roy Brahana war ebenfalls Mathematiker.
Ein Preis für Undergraduates an der University of Illinois ist ihm zu Ehren benannt und wird seit 1963 vergeben (H. Roy Brahana Prize).

## Werk
Er befasste sich mit kombinatorischer Topologie, Gruppentheorie und projektiver Geometrie.
Von ihm stammen frühe Beiträge zur Theorie der Matchings in der Graphentheorie (ein einfacherer Beweis des Satzes von Petersen, der ursprünglich von Julius Petersen 1891 bewiesen wurde). Damals wurde das noch als Teil der kombinatorischen Topologie betrachtet, in einem Seminar von Veblen behandelt und Brahana erarbeitete den Beweis als Student.
Brahana wandte in seiner Dissertation von 1920 die Schnittmethode von Veblen auf seinen Beweis der topologischen Klassifikation von Flächen im Rahmen der kombinatorischen Topologie an. Die Klassifikation unterscheidet zunächst, ob die Fläche in den euklidischen oder projektiven Raum eingebettet werden kann und klassifiziert nach der Anzahl der „Löcher“ (topologischer Genus). Heute wird der Satz in den Anfangskursen zur algebraischen Topologie behandelt.
Er befasste sich auch mit dem Vierfarbenproblem der Kartenfärbungen. Auf diesem Gebiet betrachtete er die Gruppen von eineindeutigen Abbildungen (Automorphismen) einer Karte auf sich selbst, die Ecken in Ecken, Kanten in Kanten und Gebiete in Gebiete abbildet. 1926 gab er notwendige und hinreichende Bedingungen für die Existenz von regulären Karten-Automorphismen auf dem Torus (mit vielen expliziten Beispielen).  Darin wurde auch ein gruppentheoretischer Beweises des Satzes von Lothar Heffter gegeben, dass es eine Karte auf dem Torus gibt, die mit nicht weniger als sieben Farben gefärbt sein kann. Er ging auch der Frage nach der Anzahl der Abbildungen nach.
In der Zeit von 1923 bis 1930 befasste er sich mit endlichen einfachen Gruppen, wobei er auch Methoden der kombinatorischen Topologie und Graphentheorie anwandte. Einige der Arbeiten hatten Einfluss auf das spätere Klassifikationsprogramm endlicher einfacher Gruppen. Zunächst verfolgte er aber geometrische Anwendungen der Gruppentheorie im Rahmen seiner Beschäftigung mit Kartenfärbungen. 1926 bewies er mit Arthur Byron Coble, dass es nur zwei endliche Gruppen der Ordnung 120 gibt, die die Ikosaedergruppe (eine einfache Gruppe der Ordnung 60) als Untergruppe enthalten.
1927 ging er der Frage nach welche Gruppen G die Karten-Automorphismen von regulären Graphen sind. Er fand dass eine hinreichende und notwendige Bedingung ist, dass G von zwei Generatoren erzeugt wird, von denen einer die Ordnung 2 hat. Dazu konstruierte er einen regulären Automorphismus eines Graphen für eine Gruppe der Ordnung 2n, die von zwei Generatoren erzeugt wird: Ein Generator T der Ordnung 2 und ein Generator S der Ordnung n (zyklische Gruppe), so dass keine zyklische Untergruppe von S mit T kommutiert außer der Identität. Mit dem Satz können reguläre Graphen auf zweiseitigen Flächen mit nicht mehr als einem "Loch" (Genus kleiner gleich 1) konstruiert werden und die acht regulären Karten-Automorphismen auf dem Torus. Die Arbeit liefert auch Formeln für den topologischen Genus der Flächen, auf denen die Karten realisiert werden. Zu den Gruppen G gehören die symmetrische und alternierende Gruppe, metazyklische Gruppen und Untergruppen der Modulgruppe, die in der Konstruktion endlicher einfacher Gruppen benutzt werden.
Später befasste er sich mit endlichen metabelschen Gruppen, das heißt, solchen endlichen Gruppen G, die eine normale abelsche Untergruppe A haben, so dass die Quotientengruppe G/A abelsch ist.
Er gab die Gesammelten Werke von George Abram Miller heraus.
Zu seinen Doktoranden gehörte Robert M. Thrall.